# Хокеј
Хокеј је врста тимске игре у којој се такмиче два тима и чији играчи покушавају да лоптицу или пак сместе у противнички гол користећи палицу за хокеј. Постоји више врста хокеја: хокеј на трави, хокеј под водом, хокеј на леду под водом, хокеј на леду, хокеј на ролерима, ваздушни хокеј и улични хокеј. Када се каже хокеј, углавном се мисли на хокеј на трави, осим у Канади, САД, Шведској, Летонији, Чешкој и Словачкој где се под тим истим термином подразумева хокеј на леду јер је управо у тим државама и популарнији. Прва званична утакмица одиграна је 3. марта 1875. године. Одиграна је на чувеном клизалишту Викторија. Према неким тумачењима то је био почетак модерне професионалне лиге.

## Етимологија
Прва забележена употреба речи хокеј налази се у књизи Малолетнички спортови и разоноде са префиксом, мемоари аутора: Укључујући нови начин образовања одојчади аутора Ричарда Џонсона (псеуд. Мајстор Мичел Анђело), чије је поглавље XI било под називом „Нова побољшања у игри хокеја”. Веровање да се хокеј помиње у прогласу енглеског краља Едварда III из 1363. заснива се на савременим преводима прогласа, који је првобитно био на латинском и експлицитно забрањивао игре „Pilam Manualem, Pedivam, & Bacularem: & ad Canibucam & Gallorum Pugnam”. Енглески историчар и биограф Џон Страјп није користио реч „хокеј“ када је превео проглас 1720. године, уместо тога је превео „Canibucam“ као „Камбак“; ово се можда односило или на рани облик хокеја или на игру сличнији голфу или крокету.
Сама реч хокеј је непознатог порекла. Једна претпоставка је да је то изведеница од hoquet, средњофранцуске речи за пастирски штап. Закривљени или „закачени” крајеви штапова који се користе за хокеј заиста би личили на ове штапове, а сличне народне етимологије постоје за спортове са палицом и лоптом као што су крокет и крикет. Друга претпоставка произилази из познате употребе чепова од плуте (запушача), уместо дрвених лоптица за играње игре. Чепови су долазили од буради у којима се налазило „хок“ пиво, које се назива и „хоки“.

### Модерна употреба
У већем делу света, термин хокеј када се користи без појашњења односи се на хокеј на трави, док се у Канади, Сједињеним Државама, Русији и већем делу Источне и Северне Европе термин обично односи на хокеј на леду.

## Историја
Игре које се играју са закривљеним штаповима и лоптом могу се наћи у историјама многих култура. У Египту, 4000 година старе резбарије приказују тимове са палицама и пројектилом, бацање датира од пре 1272. године пре нове ере у Ирској, а постоји и приказ из приближно 600. године пре нове ере у старој Грчкој, где се игра звала kerētízein (κερητίζειν) јер се играло рогом или штапом налик рогу (kéras, κέρας). У Унутрашњој Монголији, народ Даур је играо beikou, игру сличну модерном хокеју на трави, већ око 1.000 година.
Већина доказа о играма налик хокеју током средњег века налази се у законима који се односе на спорт и игре. Статут Галвеја који је усвојен у Ирској 1527. године забрањивао је поједине врсте игара лоптом, укључујући игре са „закаченим“ (написано „hockie“, слично као „hooky“) палицама.
...ни у ком тренутку да се не користи бацање мале лопте са хокеј штаповима или палицама, нити да се користе ручне лопте за играње без зидова, већ само велику ножна лопта. 
„Банди - игра, попут оне у голфу, у којој супротне стране настоје да ударе лопту (обично грумен или квргу са стабла дрвета) на супротне начине... штап којим се игра се игра је закривљен на крају.”

## Подтипови

### Бенди
Бенди се игра са лоптом на леденој арени величине фудбалског терена (клизалиште), обично на отвореном, и по многим правилима сличним фудбалу. Професионално се игра у Русији и Шведској. Спорт је признат од МОК-а; његово међународно управно тело је Федерација међународног бендија.
Бенди вуче корене из Енглеске у 19. веку, где се првобитно звао „хокеј на леду“, а проширио се из Енглеске у друге европске земље око 1900. године. Сличан руски спорт се такође може посматрати као претходник, а у Русији се бенди понекад назива и „руски хокеј“. Светско првенство у бендију се игра од 1957. године, а Светско првенство у бендију за жене од 2004. У многим земљама постоје национална клупска првенства, а најбољи клубови света играју на Светском купу сваке године.

### Хокеј на трави
Хокеј на трави се игра на шљунку, природној трави или вештачкој трави на бази песка или воде, са малом, тврдом лоптом пречника приближно 73 mm (2,9 in). Игра је популарна међу мушкарцима и женама у многим деловима света, посебно у Европи, Азији, Аустралији, Новом Зеланду, Јужној Африци и Аргентини. У већини земаља игра се између једнополних страна, иако могу бити и мешовити тимови.
Док се хокеј на трави у свом садашњем облику појавио средином 18. века у Енглеској, првенствено у школама, тек у првој половини 19. века постао је чврсто успостављен. Први клуб је основан 1849. у Блекхиту у југоисточном Лондону. Хокеј на трави је национални спорт Пакистана. Он је био национални спорт Индије све док Министарство омладине и спорта није у августу 2012. прогласило да Индија нема национални спорт.

### Хокеј на леду
Хокеј на леду се игра између два тима клизача на великој равној површини леда, користећи вулканизирани гумени диск пречника три инча (76,2 mm) који се зове пак. Овај пак се често замрзава пре игара на високом нивоу како би се смањила количина одбијања и трења на леду. Овај спорт се игра широм Северне Америке, Европе и у различитој мери у многим другим земљама широм света. То је најпопуларнији спорт у Канади, Финској, Летонији, Чешкој и Словачкој. Хокеј на леду је национални спорт Летоније и национални зимски спорт Канаде. Хокеј на леду се игра на више нивоа, свих узраста.
Штапови за хокеј на леду су дугачки штапови у облику слова „L” направљени од дрвета, графита или композита са оштрицом на дну која може лежати равно на површини за игру када се штап држи усправно и може се легално савијати на било коју страну, за лево- или десноруке играче.

### Пара хокеј на леду
Хокеј на леду или „парахокеј на леду” је облик хокеја на леду дизајниран за играче са физичким инвалидитетом њиховог доњег дела тела. Играчи седе на санкама са две оштрице и користе два штапа; сваки штап има сечиво на једном крају и мале трзалице на другом. Играчи користе штапове за додавање, руковање штапом и гађање пака, као и за покретање својих санки. Правила су веома слична правилима IIHF хокеја на леду.